# Sara Diamond
Pour les articles homonymes, voir Diamond et Sara Diamond (homonymie).
Sara Diamond (née le 28 novembre 1958 à Boston) est une sociologue et avocate américaine. Elle est l'autrice de quatre livres qui « étudient et révèlent le programme et les tactiques de la droite américaine ».

## Biographie
Après son diplôme à l'université de Californie à Irvine, elle obtient un doctorat en sociologie à UC Berkeley. À la suite de ses recherches du début des années 1980, sa thèse de doctorat, intitulée « Right-Wing Movements in the United States, 1945-1992 », sert de base à son second livre, Roads to Dominion.
Elle a enseigné le journalisme et la sociologie dans diverses universités californiennes, et elle est chargée d'une rubrique régulière dans Z Magazine.
Par la suite, Diamond a changé de parcours en intégrant l'école de droit Hastings, d'où elle sort diplômée en 2003.
La Bancroft Library de UC Berkeley entretient la collection Sara Diamond Collection on the U.S. Right, un fonds d'archives qu'elle a rassemblé sur le mouvement conservateur aux États-Unis. Certaines publications universitaires estiment que cette collection est l'une des plus grandes de ce type dans le pays,.

## Ouvrages
- Spiritual Warfare: The Politics of the Christian Right, South End Press, Boston, 1989.
- Roads to Dominion. Right-Wing Movements and Political Power in the United States, New York, The Guilford Press, 1995.
- Facing the Wrath: Confronting the Right in Dangerous Times, Common Courage Press, Monroe, Maine, 1996.
- Not by Politics Alone: The Enduring Influence of the Christian Right, Guilford Press, New York, 1998.